# 将棋電王戦
将棋電王戦（しょうぎでんおうせん）とは、ドワンゴが主催するプロ棋士とコンピュータ将棋ソフトウェアとの非公式棋戦である。映像メディアが主催する棋戦としてニコニコ生放送による中継と、対局者やソフトウェア開発者などをフィーチャーした事前PVが特徴。
なお、開催までの経緯についてはコンピュータ将棋#歴史を参照のこと。

## 歴代勝負

### 第1回将棋電王戦
2010年10月11日、女流棋士の清水市代（当時女流王位・女流王将）とコンピュータソフトのあから2010が対局し、あから2010が勝利した。この結果を受け、当時日本将棋連盟会長だった米長邦雄が、中央公論2011年1月号における梅田望夫との対談で、次は自身が「引退棋士の代表」としてコンピュータ将棋と対局するという表明を行なった。
中央公論の対談にて米長は、将棋ファンがトッププロとコンピュータの対局を見たいと考えていることは理解しているが、「勝ち負け」ではなく、人間とコンピュータの協力関係を長続きさせることが重要だと考えている。挑戦状の受け渡しを恋愛ドラマのように考え、結末を急ぐのではなく、その過程を楽しむべきだと述べている。また、マラソンや駅伝に自動車メーカーがスポンサーになっていることを例を出し、「走る」という点では人間が車に勝てないように、「考える」という点でも人間がコンピュータに勝てないことがあっても、協力関係を築くべきだと述べている。チェスの世界では人間とコンピュータとの間でそういう補完関係が築けないままに、結論のようなものを出してしまった結果、人間とコンピュータの対局がプラスに働いていないように見えると主張している。
2011年10月6日、2011年世界コンピュータ将棋選手権の優勝ソフトのボンクラーズと米長が日本将棋連盟、ドワンゴ、中央公論の共催により、「米長邦雄永世棋聖 vs ボンクラーズ プロ棋士対コンピュータ 将棋電王戦」として対局することが発表された。 対局日は2012年1月14日、対局形式は持ち時間3時間で1分未満の考慮時間は計測せず、途中に1時間の昼食休憩を挟む、ボンクラーズ側のセッティングは消費電力2800ワット内で自由と発表され、会見時に行なわれた振り駒によって先手がボンクラーズと決まった。また、この対局を「第1回電王戦」とし、以後継続的にプロ棋士とソフトの対局が行なわれることとなった。
2011年12月21日に、第1回将棋電王戦に先立ち、米長とボンクラーズの前哨戦「将棋電王戦プレマッチ」が持ち時間15分でインターネット対局対局サイト将棋倶楽部24で行なわれた。電王戦と同じく後手番を持った米長は2手目に△6二玉という奇手を指してボンクラーズの撹乱を狙ったが、85手で先手のボンクラーズが勝利した。
2012年1月14日には米長とボンクラーズの本対局が将棋会館で行なわれ、113手で先手のボンクラーズが勝利した。米長は2手目に△6二玉と、前哨戦と同様の手を指した。ボンクラーズの駒を動かすアシスタントは米長の弟子である中村太地が務めた。
YSS作者の山下宏はYSSのほかボンクラーズやPonanzaの将棋倶楽部24でのレーティングから、2010年ぐらいには最強のコンピュータを羽生善治など最強の人間が破ることは難しくなっており、時期を逃したと分析した。

### 第2回将棋電王戦
第1回電王戦の直前の2012年1月5日、2013年に第2回電王戦を実施することが将棋連盟より発表され、3月から4月にかけて開催された。対局ソフトは2012年の世界コンピュータ将棋選手権の上位5ソフト。
第1・3・5局で対戦する棋士には、事前にバージョンを落としたサンプルソフトが提供された。なお、4局目については開発者から直接ソフトは提供されなかったが、改称する前のボンクラーズ（第1回電王戦で米長に貸し出されたもの）が提供されている。持ち時間は各4時間（1分未満切り捨て）・秒読み1分。先後はドワンゴ会長の川上量生の振り駒により決められた。2・3局では、完全にソフト任せでは無く、開発者が序盤に指す1手だけを事前にプログラムしている（定跡の少ない手に誘導するため）。全5局とも、コンピュータ側の駒を動かすアシスタントは三浦孝介初段が務めた。対局の模様はニコニコ生放送で全対局が生中継（総観戦数230万）され、「日本将棋連盟モバイル」（モバイル用棋譜中継ソフト）でも配信された。

#### 対局結果（第2回）
太字が先手。勝敗の○●△は、プロ棋士から見た勝敗（○=勝ち、●=負け、△=引き分け）。
|       | プロ棋士      | 勝敗 | コンピュータ                                                    |
| ----- | ------------- | ---- | --------------------------------------------------------------- |
| 第1局 | 阿部光瑠 四段 | ○    | 習甦（開発者：竹内章）                                          |
| 第2局 | 佐藤慎一 四段 | ●    | ponanza（開発者：山本一成）                                     |
| 第3局 | 船江恒平 五段 | ●    | ツツカナ（開発者：一丸貴則）                                    |
| 第4局 | 塚田泰明 九段 | △    | Puella α（開発者：伊藤英紀）                                    |
| 第5局 | 三浦弘行 八段 | ●    | GPS将棋（開発チーム：Team GPS（東京大学大学院総合文化研究科）） |

第1局：先手・阿部光瑠 四段 vs 後手・習甦（3月23日）
113手で阿部の勝利。コンピューターはXeonE5-2687W（3.1GHz 8コア）2台を使用。1秒間に1100万手読む。控室で検討の中心となっていた遠山雄亮は「阿部さんの序盤の作戦は素晴らしいの一言です。相当の研究を重ねなければあれだけ見事な作戦は立てられないでしょう。作戦通りに進んでからの指し回しも完璧でした。相手の攻めを呼び込む展開なのでリスクも高く、決して簡単な将棋ではなかったのですが、全てを読み切ったようなすごい指し回しでした。正直阿部さんがこれだけ本気で対局に取り組むとは予想していませんでした。阿部さんの本局に取り組む姿勢と指し回しには、感動すら覚えます」とコメントした。
第2局：後手・佐藤慎一 四段 vs 先手・ponanza（3月30日）
141手でponanzaの勝利。コンピュータは自前のものと貸与された計10台のサーバーをクラスタリングして使用。1秒間に4000万手読む。「正式ルールで行われた、現役のプロ棋士戦」に初めてコンピュータが勝利した。佐藤が出場した経緯は「第1回将棋電王戦」で米長が対コンピュータ戦用の特殊な作戦を使ったのを見た佐藤が「プロなら対コンピュータ専用の作戦など使わずに勝つべきだ」と言い、それを聞いた米長が佐藤を呼び出し、「君なら別の作戦で勝てるのかね」「……勝てます!」「じゃあ君が出場しなさい」と促したため。開発者の山本は「情報科学の世界において大きな勝利です」とコメントした。
第3局：先手・船江恒平 五段 vs 後手・ツツカナ（4月6日）
184手でツツカナの勝利。輸送中にコンピュータが故障したため、前日のイベントで使用された別のコンピュータ（Intel Core i7 Extreme 3970X 3.5GHz 6コア）を使用したが、この結果皮肉にも本来使用予定のコンピュータより2割程演算速度が増す事になった。1秒間に480万手読む。
ツツカナの開発者・一丸は、▲7六歩△3四歩▲2六歩と進行した際のツツカナの4手目を、過去の実戦例に極めて少ない△7四歩と指すように準備していた。一丸は対局前に船江にツツカナのプログラムを貸与していたが、そのプログラムにはこの設定はしていなかった。本番にのみこの設定を行った理由について、一丸は「先手勝利の手順に一直線に誘導されてしまうことを避けるため」と説明し、7四歩という手については、船江の師匠である井上慶太が指したことがある手という理由で選択したと語った。船江もこの手については「過去に研究したこともある手」と述べている。
船江・ツツカナ双方にミスがあり形勢はどちらに転んでもおかしくなかったが、終わってみれば疲れを知らず1分将棋でも乱れないコンピュータの前に人間が屈した形となった。
第4局：後手・塚田泰明 九段 vs 先手・Puella α（4月13日）
230手で持将棋・引き分け。コンピュータはIntel Core i7 3960X（3.3GHz 6コア）、3930K（3.2GHz 6コア）、2600K（3.4GHz 4コア）をクラスタリングして使用。塚田は「▲7七玉から入玉を目指されたときは心が折れました。でも……自分から投了はできなかった」「完全に心が折れていたんですが、コンピュータがおかしな手を指し始めたので、もしかしたら……と」とコメントした。塚田の敗勢であったが、Puella αは相入玉時の点数計算を正しく認識できなかったため、塚田の点数が24点に達し、持将棋（引き分け）が成立した。
第5局：先手・三浦弘行 八段 vs 後手・GPS将棋（4月20日）
102手でGPS将棋の勝利。東京大学田中哲朗研究室にあるコンピュータをマスターとし、東京大学駒場地区キャンパスの情報教育棟にある学生用の667台のiMac（Intel Core i5 2.5GHz 4コア）をスレイヴとして使用するクラスター構成で、1秒間に2.7億手を読むことができるという。
三浦は「自分のどこが悪かったのか分からない」と振り返った。解説の屋敷伸之は「△7四歩から△6四歩というGPSの構想には驚かされました。あんなに細い攻めをつなげてしまうのかと。実は序盤の△7五歩▲同歩△8四銀の仕掛け自体は、かなり昔に見たことがあったんです。私がまだ奨励会員のころの研究会だったと思いますが、実際に指されたことがありました。しかし、結果は攻めが続かなくて“この手は無理だ”と言っていた記憶があります。だからコンピュータがあの仕掛けから手をつなげてしまったのは驚きました」とコメントした。

#### 報道など（第2回）
対戦成績はプロ棋士の1勝3敗1引き分けとなった。極めて場面数の多い将棋で電脳ソフトがプロ棋士に勝利したことは、全国紙で報じられた。
特に第5局において、2013年時点で10人しかいない現役A級棋士である三浦弘行が、約700台のクラスターという巨大マシンとはいえ、コンピュータに敗れたことが注目された。
公立はこだて未来大学複雑系知能学科教授の松原仁は、「プロ棋士の敗北は歴史的な必然であり、人間が悔しがるようなことではない」「今回の勝利も予想通りであり、今トップのプロ棋士と対戦しても、4回に1回は勝てる」と述べた。

#### 電王戦タッグマッチトーナメント（第2回）
2013年8月31日第3回電王戦のプレイベントとして、電王戦タッグマッチトーナメントが開催された。出場者は第2回将棋電王戦で対戦した棋士とコンピュータのタッグチームである。結果は佐藤慎一・ponanzaのタッグチームが3連勝しての優勝。決勝戦の三浦・GPS将棋タッグ vs 佐藤・ponanzaタッグの対局は、解説した森内俊之が「今年の名局賞をとりそうな将棋ですね」とコメントした程、白熱した内容であった。

#### 電王戦リベンジマッチ（第2回）
先手・船江恒平 五段 vs 後手・ツツカナ（2013年12月31日）
第2回将棋電王戦、第3局と同条件で東京・渋谷区のニコニコ本社にて対局が行われ、船江が85手で勝利を収めた。対局後の会見で、船江は貸し出されたソフトとの練習対局、本番2回（第2回電王戦、リベンジマッチ）の実感として、ツツカナの実力は自分と五分五分と評価した。対局に用いられたツツカナは第2回電王戦第3局に使用され、4手目に7四歩を指す指定をされたものであり、対局の序盤から中盤にかけてはほぼ第2回電王戦第3局と同じ進行となり、船江は昼食休憩まで持ち時間をほとんど消費しなかった。

### 第3回将棋電王戦
2014年の3月から4月にかけて開催された。対局ソフトは第1回将棋電王トーナメント（後述）の上位5ソフト。
持ち時間はチェスクロック方式の各5時間・秒読み1分。午前10時開始、昼食休憩12時-13時、夕食休憩17時-17時30分。関西在住の棋士には2013年11月30日、関東在住の棋士には12月1日に、第3回電王戦本番用ソフトとハード（Intel Core i7 Extreme4960X EE 3.6GHz 6コア）が貸し出され、貸し出したあとのソフトウェアのバージョンアップも禁止されたため、プロ有利な条件へと変更された。
先後は2013年12月10日に、内閣総理大臣であり将棋文化振興議員連盟に所属する安倍晋三の振り駒により決められた。後述のとおり、さまざまな場所で開催されるが、その事について森内俊之は「昔、キン肉マンという漫画で読んだのですが、あちこちの名所で戦うような、そういうのを思い返しました」とコメントしている。主催のドワンゴ会長の川上量生は「電王戦は『週刊少年ジャンプ』の影響を受けていて、ジャンプがなければ電王戦はなかったんじゃないか？ 僕はそういう風に思っているんですけど」と発言した。
前回ではコンピュータ側の駒は開発者ではなく奨励会員が指していたが、今大会では協賛するデンソーの子会社デンソーウェーブなどから構成される「チームデンソー」が、自社のロボットアーム「VS-060」をベースに改造した、「電王手（でんおうて）くん」が対局に利用されることになった。ソフトの開発者は後方に設けられた場所で操作する。駒は空気で吸着する事で動かし、成駒にする時は盤から駒台に一旦置き、別の駒台にあらかじめ裏返しておいた駒の中から選択して再度置く。電王手くんは投了時にアームを下げてお辞儀する「投了動作」を行う。後にデンソーウェーブでは「電王手くん」の開発により得たノウハウを元に、人間の近くに設置する汎用ロボットアーム「COBOTTA」を開発した。伊藤電気ではCOBOTTAを利用し、将棋・チェス・オセロで対局できるシステム「Robot Sprout」を一般向けに開発している。

#### 対局結果（第3回）
太字が先手。勝敗の○●は、プロ棋士から見た勝敗（○=勝ち、●=負け）。
|       | プロ棋士      | 勝敗 | コンピュータ                        |
| ----- | ------------- | ---- | ----------------------------------- |
| 第1局 | 菅井竜也 五段 | ●    | 習甦（開発者：竹内章）              |
| 第2局 | 佐藤紳哉 六段 | ●    | やねうら王（開発者：磯崎元洋）      |
| 第3局 | 豊島将之 七段 | ○    | YSS（開発者：山下宏）               |
| 第4局 | 森下卓 九段   | ●    | ツツカナ（開発者：一丸貴則）        |
| 第5局 | 屋敷伸之 九段 | ●    | ponanza（開発者：山本一成、下山晃） |

第1局：先手・菅井竜也 五段 vs 後手・習甦（3月15日）
有明コロシアムで開催。98手で習甦の勝利。「今回もっとも衝撃を受けた対局である。習甦の中盤以降の指し回し（飛角金銀が集結して押しつぶす）は、プロが見ても強い勝ち方だった」（谷川浩司日本将棋連盟会長）
第2局：後手・佐藤紳哉 六段 vs 先手・やねうら王（3月22日）
両国国技館で開催。95手でやねうら王の勝利。解説では有利な展開もあり得たものの、終始やねうら王が押す展開となった。
第3局：先手・豊島将之 七段 vs 後手・YSS（3月29日）
あべのハルカスで開催。83手で豊島の勝利。自ら語ったように練習対局を抜きんでて多くこなしており、ソフトに実力を出させない形で勝利した。
第4局：後手・森下卓 九段 vs 先手・ツツカナ（4月5日）
小田原城で開催。135手でツツカナの勝利。ツツカナの87手目▲44金への対応を森下が誤ったことが決め手となり、形勢がツツカナになびいていった。
第5局：先手・屋敷伸之 九段 vs 後手・ponanza（4月12日）
将棋会館で開催。130手でponanzaの勝利。屋敷が指した103手目▲81成香の致命的なミスが仇となり、形勢をponanzaに崩された。

#### 報道など（第3回）
通算4勝1敗でソフト側の勝ち越し。2014年5月30日に第5局のバージョンのponanzaが『将棋新世紀PonaX』と名前を改め市販のソフトとしてマイナビより発売されたので、一般人でもプロ棋士を上回る実力のソフトとハードが購入可能となった。
なお、第2局の「やねうら王」が対局前の3月1日に「棋力および指し手が変わるような修正はせず、あくまで動作の安定性を確保するための修正のみ」という事を条件に、バグ修正が許可されたが、その後、「棋力が大幅に向上した」と佐藤から強い抗議と指摘を受けた。開発者は、「複数のバグを修正したが、その中に棋力に影響をもたらすバグがあり、それを修正したために、棋力が向上してしまった可能性が高い」と説明した。後に開発者の磯崎は、「そんなに簡単に強くならないだろうと甘く見ていた部分があり、対応が後手に回ってしまった。深くお詫びしたい。プロ棋士と将棋ソフト（開発者）の共存共栄を望みたい。佐藤六段には申し訳なかった」と謝罪した。また、ドワンゴ会長の川上は、「ソフトの修正を認めたことや、新しいソフトでの対局を依頼したことは、間違いであった」と謝罪した。3月19日に開かれた第3回将棋電王戦 第2局の対局方法に関する説明会見で、第2局はバグ修正前のソフトと戦う事が発表され、予定通り修正前との対局が行なわれた。
第5局後の記者会見で棋士が貸出ありのレギュレーションで4敗した事について質問された菅井は「自分の場合ははっきり力負けだったので研究があまり活かせなかったですね。コンピューターに対してだけの必勝法というのはもうちょっと一生懸命がんばれば探せてたのかもしれませんが、あまりそれに意味を感じなかったのでそれも敗因のひとつかなと思ってます」と答えた。佐藤は「4敗の内の1敗は私なので責任を感じています。私も菅井さんと同じような意見でして、必勝法を探すというよりも堂々とぶつかって勝ちたいなという気持ちがすごく強くて……。ただ負けてしまったのでそのやり方は間違っていたのかなと思っています」と答えた。
羽生善治は2014年9月のインタビューで「今年、電王戦でプロ棋士が負け越したことについてよく聞かれますが、勝敗そのものにはあまり意味はないと思っています」「そもそも人間同士の対局が、コンピュータ将棋のような指し回しにならないのは、多分に心理的な要素が働いているからです。コンピュータ将棋のように、その瞬間瞬間に対応しているのではなく、互いにこう指したいという大局的な意図が先にあるから、そこに駆け引きの妙味も生まれてくるわけです」と述べた。

#### 電王戦リベンジマッチ 激闘23時間
先手・菅井竜也 五段 vs 後手・習甦（2014年7月19日 - 20日）
将棋会館にて開催。持ち時間はチェスクロック方式の各8時間（1日制）・秒読み1分。対局は19日13時に開始、夕食休憩17時 - 18時、夜食休憩が20時 - 23時、早朝休憩が翌3時 - 4時、朝食休憩が午前7時 - 8時。習甦は第3回将棋電王戦第1局と同じソフトとハードを使用し、代指しにも「電王手くん」が用いられる。持ち時間各8時間の1日制は異例の条件だが、日本将棋連盟の電子メディア部・事業本部理事の片上大輔はブログで、「今回の対局条件、当初は本人に確認するまでもなくお断りして、封じ手時刻をどのようにするかなどと考えていたところ、菅井君から『夜通しのほうが有難いです』と言われたもので、あのときは本当にびっくりしました。『人間は極限状態の方が力が出るのではないか』とまで言われては、分かりましたと答えるほかありません」と経緯を説明した。結果は習甦が144手で勝利。対局開始から終局までの時間は19時間29分だった。
対局後の後のインタビューで菅井は「リベンジマッチが決まってからどのような対策をしましたか?」との質問に「前回は習甦の手を調べて、それを研究という形だったのですが、それではあまり身にならなかったし、まぁ結果が出てないのでこう言ってもしかたないのですが、習甦の手で習甦に勝ってもしかたがないので。今日は内容的には良かったのですが、結果が全てですので。これではいけないなと今は思っています。」と答えた。

#### 電王戦タッグマッチトーナメント（第3回）
2014年9月20日、9月23日、10月12日と3日間に分けて電王戦タッグマッチトーナメントが開催された。出場棋士は佐藤慎一四段、久保利明九段、屋敷伸之九段、森下卓九段、加藤一二三九段、高橋道雄九段、中村太地六段、佐藤紳哉六段、菅井竜也五段、西尾明六段、船江恒平五段、阿部光瑠四段。前回優勝の佐藤慎一とA級棋士の久保はシードされて10月12日からの登場。結果はponanzaとタッグを組んだ西尾明の優勝であった。

#### 電王戦リベンジマッチ（第3回）
後手・森下卓九段 vs 先手・ツツカナ（2014年12月31日 - 2015年1月1日）
将棋会館で開催された。持ち時間は各3時間（チェスクロック方式）・秒読み10分。継盤使用可。対局開始は午前10時15分、休憩は13時-14時、17時-18時、21時-21時30分。結局、約20時間戦ってもなお決着がつかず、2015年1月1日午前5時26分、152手目をもって森下有利のまま、後日指し掛け（対局中断）となった。2015年2月16日に会見が行われ対局再開は行わず（後日指し掛けの状態からコンピューターにてシミュレーションした結果100戦して後手が全勝であったこと、また対局再開したとしてもシミュレーションで最長で400手かかり、残り248手、40時間程続く可能性がある事が分かったので）森下の判定勝ちと裁定された。この裁定は佐藤康光、中村太地らプロ棋士側、AWAKE開発者の巨瀬亮一、ponanza開発者の山本一成らソフト開発者側双方から見ても違和感の無い裁定であったという。
秒読みを60秒よりもずっと長くし、継盤使用可というルールは、電王戦が開催される以前より森下が「フェアな条件でコンピュータと対局するとすれば」という仮定のもとで提案していたものであったが、森下自身その条件で実際に対局すること自体は考えていなかったという。第3回電王戦第5局終了後の記者会見において、第2回・第3回電王戦の結果を受け、ソフトがプロ棋士に対して駒を落とす対局も検討されるべきではないか、としたやねうら王開発者・磯崎の発言に対し、ハンデの可能性として「1手15分、継盤使用」という考えを披露したことにより、ドワンゴからこのルールによるリベンジマッチとしての開催が提案された。最終的には持ち時間を使い切った後の秒読みは10分、使用できる継盤の数は2つとし、盤からやや離れた場所にテーブルと椅子を設置しその場所で検討できるセットが用意された。森下はこのルールであれば負けることはあり得ないと考えていたが、事前にツツカナ相手に同一条件で三度テスト対局を行ったところ、いずれも敗北したという。
判定での決着は森下より「継盤を使用した上での指し手はプロ棋士として『待った』をいっているようなものなので、対局継続は辞退させていただきたい」という希望を連盟としても了承したうえでの判断であったという。記者会見でponanza開発者の山本は「なぜ、こんなごめんなさいみたいな会見になっているのか、森下九段は真剣にツツカナと戦って、リベンジを果たしたから。胸を張ればいい」「人間とコンピュータの間で、ルールはまだ未知数。継盤を使っての勝利はそんなに謙虚に思わなくてもいいのではないか」「人類代表森下として考えると、何も恥じることはない」と述べた。
週刊ポスト2014年5月2日号で作家の大崎善生が継盤使用について「今までやり続けてきた頭の中で考え続ける将棋はいったいなんだったのだろう。そうすれば負けないという言葉は残念ながら、そうでなければ勝てないというふうに聞こえてならなかった」と批判した。

### 将棋電王戦FINAL
2015年の3月から4月にかけて開催。持ち時間は各5時間・秒読み1分。昼食・夕食休憩（合計1時間30分）がある。出場棋士は、本番と同じソフトおよびハード（Intel Core i7 Extreme5960X EE 3.0GHz 8コア）で練習対局が行なえる。また、「5対5の団体戦はこれで最後」と発表された。電王戦FINALで使用されるハードは、コンピューター将棋の通常探索のときの性能で考えるなら、第3回将棋電王戦で使用されたハード（Intel Core i7 Extreme4960X EE 3.6GHz 6コア）とあまり変わらない。
コンピューター側の指し手は「電王手（でんおうて）さん」が利用された。前回利用された「電王手くん」は産業用ロボットを、今回の「電王手さん」は医薬・医療用ロボットを改造しており、駒を空気で吸着していた電王手くんとは違い、人間と同じく爪状の部分で挟んで動かし、成駒にする際にも駒台に一旦置くことなく裏返す事が出来る。「電王手さん」に光沢がある理由は、滅菌のための過酸化水素ガス洗浄などへの耐性を考慮して表面塗装を廃し、入念な磨き上げ処理と3層のメッキ加工を施したからである。
2014年10月12日に行なわれた出場棋士発表会で報知新聞の記者が出場棋士全員に対して「勝つ為に戦うのか？ それとも自分が強くなる為に戦うのか？」「両方はナシでお願いします」と質問している。全員が「勝つ為に戦う」と回答した。
2014年11月26日に対戦カードが発表され、先後を決める振り駒も行なわれ、ガルリ・カスパロフが務めた。
ガルリ・カスパロフは「文明は発達が止まる事はない。コンピュータが人間を超える事は必然なんだ。そしてそれさえも人間の知性の勝利と言える。チェスも将棋もその真理はひとつ。2つの知性の闘いだという事だ。コンピュータに敗れようとも、人間に知性がある限りチェスも将棋も続いていく。知性の闘いは揺るがない」「人間が1試合でも勝てる限り、人間vsコンピュータは終わらない。なぜならこの実験は、人間が100パーセント中の100パーセントを発揮した時、最強の人間はそれでもコンピュータを倒せることを証明するためのもの。たった1試合でも勝てれば、それは大きな勝利だ」と述べた。
将棋連盟は、当時竜王だった糸谷哲郎（八段、26歳、2014年12月に竜王就位）の出場を考え内諾を得ていたが、稲葉の出場となった。
週刊新潮2014年12月4日号のコラムで渡辺明は、今回の出場棋士に対して「コンピューター将棋に詳しい世代かつ、活躍中の精鋭棋士という顔ぶれになった。これよりも明らかに上位というメンバー構成は容易ではなく、もし結果がでなければ、タイトル保持者が出るしかないという雰囲気になるだろう。5番勝負であるから2勝3敗は誤差の範囲内つまりははっきり負けとは言えないが、第3回のように1勝4敗以上の差がつけば敗北を認めざるを得ない」と述べた。
出場棋士に関して、タイトル保持者が出るのかといった点が注目されたが、「将棋ファンだけでなく、将棋界全体やタイトル戦を主催するスポンサーへの責任や配慮がついてまわる」といった問題があり、渡辺は「（電王戦に）出たいか出たくないかで言えば出たくない（笑）」、羽生善治は「私に聞かないでくださいって、いつも言っているんですけど（笑）」「そういう声が大きければ、実現する方向に向かっていくことにもなりますし」、森内俊之は「出るということになれば万全の準備をして、確実に勝つという方向になると思うんですけど」と述べている。
電王戦FINALへの道・小手試し
- 先手：永瀬拓矢六段 vs 後手：第3回電王戦ver.ponanza 持ち時間は各20分切れ負け。ponanzaの勝利。
- 先手：阿久津主税八段 vs 後手：第3回電王戦ver.ツツカナ 持ち時間は各20分切れ負け。ツツカナの勝利。
- 後手：村山慈明七段 vs 先手：第3回電王戦ver.ponanza 持ち時間は各20分切れ負け。ponanzaの勝利。
- 先手：斎藤慎太郎五段 vs 後手：第3回電王戦ver.ツツカナ 持ち時間は各20分切れ負け。ツツカナの勝利。
- 先手：稲葉陽七段 vs 後手：第3回電王戦ver.やねうら王 持ち時間は各20分切れ負け。稲葉の勝利。
- 先手：斎藤慎太郎五段 vs 後手：Apery （電王戦FINAL Ver.） 1分将棋。斎藤の勝利。
- 後手：永瀬拓矢六段 vs 先手：Selene （電王戦FINAL Ver.） 1分将棋。永瀬の勝利。
- 先手：稲葉陽七段 vs 後手：やねうら王 （電王戦FINAL Ver.） 1分将棋。稲葉の勝利。
- 後手：村山慈明七段 vs 先手：ponanza（電王戦FINAL Ver.） 1分将棋。ponanzaの勝利。
- 先手：阿久津主税八段 vs 後手：AWAKE（電王戦FINAL Ver.） 1分将棋。AWAKEの勝利。
- 先手：斎藤慎太郎五段 vs 後手：Apery （電王戦FINAL Ver.） 持ち時間は各30分切れ負け。Aperyの勝利。
- 先手：稲葉陽七段 vs 後手：やねうら王 （電王戦FINAL Ver.）持ち時間は各30分切れ負け。やねうら王の勝利。
- 後手：村山慈明七段 vs 先手：ponanza（電王戦FINAL Ver.）持ち時間は各30分切れ負け。ponanzaの勝利。
- 後手：永瀬拓矢六段 vs 先手：Selene （電王戦FINAL Ver.）持ち時間は各30分切れ負け。Seleneの勝利。

#### 対局結果（FINAL）
太字が先手。勝敗の○●は、プロ棋士から見た勝敗（○=勝ち、●=負け）。
|       | プロ棋士        | 勝敗 | コンピュータ                                   |
| ----- | --------------- | ---- | ---------------------------------------------- |
| 第1局 | 斎藤慎太郎 五段 | ○    | Apery（開発者：平岡 拓也、杉田 歩、山本 修平） |
| 第2局 | 永瀬拓矢 六段   | ○    | Selene（開発者：西海枝昌彦）                   |
| 第3局 | 稲葉陽 七段     | ●    | やねうら王（開発者：磯崎元洋）                 |
| 第4局 | 村山慈明 七段   | ●    | ponanza（開発者：山本一成、下山晃）            |
| 第5局 | 阿久津主税 八段 | ○    | AWAKE（開発者：巨瀬亮一）                      |

第1局：先手・斎藤慎太郎 五段 vs 後手・Apery（3月14日）
京都・二条城で開催。斎藤の勝利。115手にて斎藤がAperyを詰ませての完勝であった。開発者の平岡は「負けたのは残念ですけど、ある意味よかったところがあって、僕はずっとルールに不満があって、棋士が勝ってもケチが付くんじゃないかとかそういう心配をしていました。でも今日は完全に力負けで、斎藤五段が凄かったということを分かっていただきたいです」と話した。

| 9  | 8  | 7  | 6  | 5  | 4  | 3  | 2  | 1  |    |
| 香 | 飛 |    |    |    |    |    |    |    | 一 |
|    |    |    | 金 |    |    | 王 |    |    | 二 |
|    |    | 桂 |    | 歩 |    |    | 銀 | と | 三 |
| 歩 |    |    | 歩 |    | 歩 | 歩 | 歩 |    | 四 |
|    |    | 歩 |    |    |    |    |    | 香 | 五 |
| 歩 | 歩 |    | 歩 | 歩 | 歩 | 歩 |    |    | 六 |
|    |    | 桂 | 銀 |    | 銀 |    | 角 |    | 七 |
|    |    | 金 |    |    | 金 | 玉 |    | と | 八 |
| 香 | 飛 |    |    |    |    |    |    | 香 | 九 |

第2局：後手・永瀬拓矢六段 vs 先手・Selene（3月21日）
高知・高知城で開催。89手で永瀬の勝利。電王戦全体を通じて後手で将棋ソフトに勝ったのは本局のみ。永瀬が王手の場面で指した「△2七角不成」（右図）がソフト側の欠陥で認識できず、ソフトが王手を解かない手を指したため王手放置で反則負け。永瀬は「Seleneとの練習将棋は5時間の設定ならいい勝負、それ以下ならまったく勝てませんでした。通算勝率は1割程度だと思います。Seleneは強いソフトです。今回の結果で誤解されるとしたら西海枝（さいかいし）さんに申し訳ない。ただ、実戦でその1割を引くことは可能だと思いました」「本局は時間を気にして指していたこともあり、時間を削る意味でも△2七同角不成を決断しました」、開発者の西海枝は「あのまま続けていてもSeleneが負けていたということで、悔いはありません。Seleneは最初から最後まで先手よしの評価値を出していて、まったく読めていない状態でした」と話した。やねうら王の開発者の磯崎元洋はこのバグについて「自己対戦だとお互い不成を読んでいないし指さないのでなかなか気づきにくいバグ」と述べた。なお、永瀬は「Seleneは強いソフトです」と述べているが、Aperyの開発者の平岡拓也は「Selene、電王トーナメントの時に探索にバグがあり、改良した電王戦バージョンは、Aperyの電王戦バージョンに一手3秒で1000局やって勝率78%程度だったらしい。強過ぎる。」と4位のソフトなのに強かった理由を明かしている。
第3局：先手・稲葉陽 七段 vs 後手・やねうら王（3月28日）
函館・五稜郭で開催。116手でやねうら王の勝利。中盤で優勢を築いたやねうら王がそのまま押し切る形となった。稲葉は「強いソフトということは分かっていたのですが、練習を重ねていく中でソフトを貸し出すことに対する対策はしていないと感じました。今回出場している5ソフトの中では作戦がたてやすいソフトだなと思っていました。その中で1番やってくる確率の高い戦型で優勢になるパターンを何通りか用意してきました。それで楽に勝ちたいという心のスキができてしまったのかなと思います。心の弱さと相手のほうの読みが上回っていたので完全に力負けです」、開発者の磯崎は「まだ勝ったという実感はまったくないのですが、100パーセント負けだと思っていたので、負けたときのセリフしか用意していなかったので何をいっていいか」と話した。
第4局：後手・村山慈明 七段 vs 先手・ponanza（4月4日）
奈良県・薬師寺で開催。97手でponanzaの勝利。村山が相横歩取りを仕掛けたが、ponanzaが研究がされていない違う形に持ち込んで優勢を広げていった。村山は事前の練習将棋での勝率は1、2割だったといい、奇襲ともいえる作戦をとったが、練習とは違う持久戦形をponanzaが選んだため敗北した。村山は「相横歩取りという奇襲のような戦法を選んだのですが、練習で指した限り後手番で堂々と受けるのも厳しいので。▲3六飛で力戦調の将棋になり、かなり厳しい将棋になるだろうと思いました。本局のponanzaはバランス型でしっかり受け止められてしまい、違った強さを見せてもらいました。一局を通じていけると思ったところはなく、完敗です」、開発者の山本一成は「勝ててとてもうれしいです。1勝2敗でコンピューター側が追い込まれていたので、負けてしまうとイベントとしてもどうかなと思っていました。ponanzaが力が出る将棋になったというのもうれしいですね」と話した。

| 9  | 8  | 7  | 6  | 5  | 4  | 3  | 2  | 1  |    |
| 香 | 桂 |    | 金 |    | 金 | 銀 | 桂 | 香 | 一 |
|    | 飛 |    |    |    |    |    | 王 |    | 二 |
| 歩 |    | 歩 | 歩 | 銀 | 歩 |    | 歩 | 歩 | 三 |
|    | 歩 |    |    | 歩 |    | 歩 |    |    | 四 |
|    |    |    |    |    |    |    |    | 歩 | 五 |
| 歩 |    | 歩 |    |    |    |    | 歩 |    | 六 |
|    | 歩 |    | 歩 | 歩 | 歩 | 歩 | 銀 |    | 七 |
|    | 銀 |    | 飛 |    | 玉 |    | 角 |    | 八 |
| 香 | 桂 |    | 金 |    | 金 |    | 桂 | 香 | 九 |

第5局：先手・阿久津主税 八段 vs 後手・AWAKE（4月11日）
将棋会館で開催。阿久津の勝利。電王戦全体を通じて電王から唯一の勝利。午前10時の開始からわずか49分、先手の▲1六香を見て、21手で開発者の巨瀬が投了した。巨瀬は「この形に誘導されると不利になるのはわかっていて、投了しようと思っていた。勝ち自体にはそんなにこだわっていなかった」とコメントした。

#### 報道など（FINAL）
通算3勝2敗でプロ棋士が勝ち越し。電王戦で初めてプロ側が勝ち越す結果となった。第5局で阿久津がアマチュアの山口直哉が指したハメ手のような形をなぞったことについて、開発者の巨瀬は「すでにアマチュアが指して知られているハメ手をプロが指してしまうのは、プロの存在意義を脅かすことになるのでは」「一番悪い手を引き出して勝つというのは、何の意味もないソフトの使い方」と批判した。これについて日本経済新聞は「観戦者を魅了するのがプロだという美意識と、勝ちにこだわる勝負師としての態度を両立するのは難しい」と報じた。阿久津は「普段指していない戦法だが、団体戦ということもあり一番勝率の高い形を選ぶべきだと思った」「素直にうれしい感じではないが、（団体戦勝利は）とりあえずよかったと思う」と語っている。
棋士の勝又清和は今回の勝因を「コンピューターとの対戦も3度目になり経験を積むことでソフトの癖や弱点が分かってきた」と分析した。日本将棋連盟のモバイル編集長・遠山雄亮も「ソフトが強いということを認識し、心構えができていたからこそ」と述べた。
日本経済新聞によれば、現役プロで最も将棋ソフトに詳しいといわれる千田翔太でさえ、特別な対策をせずに電王戦に出場するような強豪ソフトと真っ向から戦った場合で「勝率は7パーセント」である。千田の2014年度の公式戦の勝率は.738で、タイトル戦挑戦にあと一歩まで迫ったこともある将来を嘱望される若手であり、単純比較はできないが、羽生善治らトップ棋士でも千田を相手に90パーセント以上勝つことは難しいため、「ソフトは既に人間を超えている」との推論が出てもおかしくない。そんな恐るべきソフトを相手に棋士たちは勝ち越したと同紙は報じた。
早稲田大学教授の瀧澤武信は、「シリーズを振り返ってみると、プロ棋士がコンピューターの指し筋を研究し尽くして、弱点をついた、人間対コンピューターらしい戦いだったと思う。単純な読みの深さでは人間はコンピューターにかなわないが、戦い方によっては勝つことができることを示したともいえる。ただ、コンピューターもこうして弱点が見つかれば対策を練ることができるので、今後も人と戦うことの意味は大きい」と話した。

### 第1期電王戦
2016年4月から5月にかけて開催。第3回将棋電王トーナメントの優勝ソフト・ponanzaと、2015年6月に新設された第1期叡王戦の優勝者・山崎隆之叡王（八段）による対局である。
手番の先後を入れ替えた二番勝負を2日制で行なう。持ち時間は各8時間（チェスクロック使用）・秒読み1分。初日・2日目とも60分の昼食休憩を挟むほか、2日目のみ30分の夕食休憩がある。封じ手は棋士側が行い、封じ手の意思表明後2日目の対局開始までの間コンピュータの思考は停止しなくてはならない。千日手・持将棋・立会人裁定による引き分けの場合、2日目の15時までに成立した場合は先手・後手を入れ替えて指し直し（通常のプロ棋戦での千日手の場合同様に持ち時間の調整も行われる）、それ以降の成立の場合は引き分けとして指し直しは行わない。また、出場棋士は、本番と同じソフトおよびハード（Intel Core i7 6700K 4GHz 4コア）で練習対局が行なえる。
振り駒はPepperが行った。また、第1局の観戦記は『ものの歩』作者の池沢春人が担当し、2016年5月に「観戦漫画」として「週刊少年ジャンプ」誌上で掲載されたのち、電王戦特設サイトでも掲載される予定。
コンピューター側の指し手は「新電王手（しんでんおうて）さん」が利用された。前年の「電王手さん」に比べ、成るための時間を短縮したり、可能な限り消音といった改良が施されている。

#### 対局結果（第1期）
太字が先手。勝敗の○●は、プロ棋士から見た勝敗（○=勝ち、●=負け）。
|       | プロ棋士      | 勝敗 | コンピュータ                        |
| ----- | ------------- | ---- | ----------------------------------- |
| 第1局 | 山崎隆之 叡王 | ●    | ponanza（開発者：山本一成、下山晃） |
| 第2局 | 山崎隆之 叡王 | ●    | ponanza（開発者：山本一成、下山晃） |

第1局：後手・山崎隆之 叡王 vs 先手・ponanza（4月9日-10日）
関山中尊寺で開催。85手でponanzaの勝利。
第2局：先手・山崎隆之 叡王 vs 後手・ponanza（5月21日-22日）
比叡山延暦寺で開催。118手でponanzaの勝利。

#### 報道など（第1期）
朝日新聞は「ポナンザの2連勝で幕を閉じた。快勝した第1局に続き、第2局もつけいる隙を与えない完勝だった」と報じた。
先崎学は「これから書く数行は、職業棋士として気が重いし、できれば曖昧にぼかして済ましたい」と前置きしながらも、「今のプロ棋士で、コンピュータより人間――我々プロ棋士が強いと本気で思っている者は、ほとんどいない」と述べた。
電王戦でのコンピュータの進歩を目の当たりにした将棋界は変化が起こった。パソコンやスマートフォンでソフトを見て、対策を講じるカンニングを行うことが可能となっているため、2016年10月に日本将棋連盟は電子機器を対局室に持ち込んだり、対局中に外出することを禁止すると発表した。羽生善治は「性善説で動いているということが将棋界のいいところでもありましたが、そうとばかりも言っていられない時代になったのかなと思います」と述べた。（将棋ソフト不正使用疑惑も参照。）
スポーツニッポンの我満晴朗（がまんはるお）は2016年現在のソフトの実力はプロ棋士に並んだどころか、すでに上回っているというのが残念ながら実情だと述べた。また、電王戦でプロが負け越しているという事実と前述の電子機器の禁止について触れ「（日本将棋連盟が）ソフトの優位を公に認めた『敗戦宣言』と受け取れる」と述べた。

#### 電王戦合議制マッチ
2016年12月31日開催。棋士軍とソフト軍による3対3の対局。棋士からは森下卓九段、稲葉陽八段、斎藤慎太郎六段が出場した。ソフト側は第3回電王トーナメントバージョンのponanza、nozomi、大樹の枝（apery）が出場した。対局開始は17時、持ち時間は3時間（チェスクロック方式）、秒読み3分、19時半から30分の夕食休憩。振り駒無し、棋士軍の先手。棋士側の指し手は合議により決定し、森下卓九段が指した。ソフト側の指し手は各ソフトの候補手を基に多数決で決定し、多数決で指し手が決まらない場合は将棋電王トーナメント上位ソフト(ponanza)の候補手を採用する。棋士軍の思考中にソフト軍は思考しない。2つのソフトが同じ候補手を示し、次の指し手が決まっても、3つ目のソフトが候補手を示すまでソフト軍は指さない。そのため、棋士軍はソフト軍が指す前に次の手がわかる局面があった。棋士軍の椅子の移動時間も考慮時間に含まれた。棋士軍は継ぎ盤の使用を禁止された。ソフト軍のマシンスペックは公表されていない。結果は156手でソフト軍が勝利した。ソフト軍、棋士軍ともに合議制によって棋力が上がったかは不明である。

### 第2期電王戦
2017年に開催。第4回将棋電王トーナメント優勝ソフト・ponanzaと、第2期叡王戦に優勝した佐藤天彦叡王（名人）の対局である。電王戦では初となるタイトルホルダーの出場であり、公開の場で行われるタイトルホルダー対コンピュータ将棋の対局としては、2007年3月の渡辺明竜王対Bonanza以来10年ぶりである。佐藤は「これまでの電王戦を見てもソフトが非常に強いので大変な戦いになる。しっかり頑張りたい」と述べた。持ち時間は2日制8時間から1日制5時間に変更、その他のルールは第1期と同様。
ponanza作者の山本一成は前回の第1期電王戦に出場したバージョンに対し、今回のバージョンは約9割勝てるまで強くなったとしている。出場棋士は、本番と同じソフトおよびハード（Intel Core i7 6700 3.4GHz 4コア）で練習対局が行なえる。
第2期叡王戦に人間側の絶対王者として見られることが多い羽生善治が参戦したことが話題になった。しかし昨今のコンピュータの進歩の速さを見た識者の中で、観戦記者の大川慎太郎は「羽生三冠が叡王戦を勝ち抜き、来春、将棋ソフトと二番勝負を戦ったとして、1勝できれば御の字という向きもある」と述べている。羽生は準決勝で優勝した佐藤に敗れたため電王戦出場はならなかった。
古作登は「ponanzaは過去の戦いでもプロ棋士に負けておらず、トップアマに100連勝以上する力を示しており、これは名人といえども簡単にできるものではない」と述べる一方で、「ponanzaもソフト代表決定戦では一敗しており、神ではない。佐藤名人は気持ちのブレが少なく、電王戦に対するコメントも落ち着いている。コンディションが整っていれば最高の棋譜が期待できるのでは」とも述べている。
主催するドワンゴと将棋連盟は2月22日、記者会見で今の形式の電王戦は今回で最後になると発表した。ドワンゴ会長の川上量生は「将棋の世界において単純に将棋プログラムと人間の優劣を競うというそういう電王戦は佐藤名人対ponanzaの対局を以て終了したいと思う」とコメントした。ただし、叡王戦は継続して開催するとした。電王トーナメントについては、名称を変えて続けたいとした。
振り駒は2016年にGoogleのアルファ碁と対戦したことで知られる韓国の囲碁棋士、李世乭が行った。李は「素晴らしい企画に参加できて光栄に思います。人工知能と将棋では、ちょっと差ができていると思いますが、今回は佐藤叡王が頑張ってくれるのではないかと思います」とコメントした。また、アルファ碁との対戦について「その当時あまりコンピューター囲碁の棋力をあまり分かっておらず、簡単に受け入れましたが、自分としてはとても恥ずかしい戦いでした」と述べた。
コンピューター側の指し手は「電王手一二（でんおうていちに）さん」が利用された。2本のアームを利用することで、より素早く成ることを実現させている。右腕は駒を掴むこと、左腕は駒の位置を把握し、駒を反転させる役割を持つ。

#### 対局結果（第2期）
太字が先手。勝敗の○●は、プロ棋士から見た勝敗（○=勝ち、●=負け）。
|       | プロ棋士      | 勝敗 | コンピュータ                        |
| ----- | ------------- | ---- | ----------------------------------- |
| 第1局 | 佐藤天彦 叡王 | ●    | ponanza（開発者：山本一成、下山晃） |
| 第2局 | 佐藤天彦 叡王 | ●    | ponanza（開発者：山本一成、下山晃） |

第1局：後手・佐藤天彦 叡王 vs 先手・ponanza（4月1日）
日光東照宮で開催。71手でponanzaの勝利。
第2局：先手・佐藤天彦 叡王 vs 後手・ponanza（5月20日）
姫路城で開催。94手でponanzaの勝利。

#### 報道など（第2期）
| 9  | 8  | 7  | 6  | 5  | 4  | 3  | 2  | 1  |    |
|    | 桂 |    | 金 |    |    |    | 桂 | 香 | 一 |
|    |    |    |    | 王 |    | 金 | 銀 |    | 二 |
|    | 飛 |    | 歩 | 歩 | 歩 |    | 歩 |    | 三 |
|    |    | 歩 |    |    |    | 歩 |    | 歩 | 四 |
| 歩 |    | 銀 | 歩 | 馬 |    |    |    |    | 五 |
|    |    |    |    |    | 銀 |    |    |    | 六 |
| 香 | 馬 | 金 | 銀 | 歩 | 歩 | 桂 |    | 歩 | 七 |
|    | 歩 |    |    | 玉 |    | 金 |    |    | 八 |
|    |    |    |    |    |    |    | 飛 | 香 | 九 |

| 9  | 8  | 7  | 6  | 5  | 4  | 3  | 2  | 1  |    |
|    |    |    |    |    |    |    | 桂 | 香 | 一 |
|    |    |    |    | 金 |    | 金 | 王 |    | 二 |
| 桂 |    |    | 龍 |    | 銀 |    | 歩 |    | 三 |
| 銀 |    |    |    | 歩 | 金 | 歩 | 銀 |    | 四 |
| 歩 |    | 歩 |    | 馬 | 歩 |    |    | 歩 | 五 |
|    | 金 |    |    |    | 銀 | 歩 |    |    | 六 |
| 歩 |    |    |    |    | 歩 |    |    | 歩 | 七 |
| 香 |    | 角 |    |    | 飛 |    |    |    | 八 |
| 玉 | 桂 |    |    |    |    |    |    | 香 | 九 |

第1局では先手のponanzaは初手3八金と、通常の定跡ではあまり指されない手を指した。ponanzaはソフト及びハードを事前に佐藤に貸し出しているため、研究対策として初手を22手の選択肢からランダムに選ばれるように設定してあった。
対する佐藤は、8四歩と飛車先の歩を進め相掛かりとなった。ライターの茂野聡士が「この局面、サッカーでたとえられませんか？」と野月浩貴に質問すると、「例えばバルサで言えば、キックオフ時にイニエスタが『休んでいられる』位置にいるようなイメージでしょうか。でもこれは『数的不利でもボールを回す自信がある』という根拠があるからこその一手なんです。ある程度局面が進んでいくと、結果的にこの3八金が馴染んだ位置取りになっていきます」と答えた。
ponanzaは正確な指し手を続けて次第に形勢に差がつき、佐藤は時間を消費して懸命に挽回を図ったが、逆転の機会を作れず投了した。ほとんど時間を使い切った佐藤に対し、ponanzaは1時間あまりの消費だけであった。佐藤は「中盤ではこちらにも手段があったかもしれないが、ちょっとうまくいかなかった。ポナンザはものすごく正確で、非常に指し手に読みが入っている。タイトル保持者の対局ということで応援や期待をファンからいただいたが、結果は残念。先手番の第2局は勝算があるのでしっかり頑張りたい」、ponanza開発者の山本は「力戦になったが、いろんな将棋をポナンザは勉強しているので効果があったのかなと思う。二番勝負なのでこれでタイトル保持者に勝ったとはいえないが、日本の情報科学の開発者が長年目標としてきたことを達成できたという気持ちはある」とコメントした。毎日新聞は「現役の名人をもってしても完敗するほどソフトの強さが光った」と報じた。なお、持ち時間の消費に関しては、佐藤が長考している間にponanzaも指し手を先読みしており、その予想がほぼ当たったためノータイムで指した場面が多かったという。
第2局では先手の佐藤叡王が▲2六歩と飛車先の歩を伸ばすと、ponanzaは△4二玉と第1局同様に珍しい手を指して取材陣をどよめかせた。▲2六歩に対して後手のponanzaは9種類の指し手があるらしく、その中の一手を選択した。互いに自陣での駒組みを進めていたが、60手目△6四歩の時点で、評価値はPonanzaのプラス200超え。持ち時間は佐藤叡王が3時間10分、ponanzaが3時間2分とかなり接近していた。このあたりから佐藤叡王の指し手をponanzaが当てるようになり、前局同様持ち時間の使い方が一方的になる。中村太地六段がニコファーレの解説で「ponanzaの陣地はキレイで無駄がない」と語るように、佐藤叡王は敵陣にまったく攻め込めていなかった。ponanzaが危なげなく19時30分、94手までで佐藤叡王が投了。評価値はponanzaのプラス2000を超えていた。
対局後、佐藤康光は「第1期、第2期と結果が出ておりません。今回も佐藤天彦名人ということで、叡王戦で優勝されて、連盟としても自信を持って送り出した棋士ですので、それが連敗という結果となりましたが、棋士は負けず嫌いな部分もありますので、どう受け止めるかは皆様にご判断いただくしかないと思います。ただ、今回も第1期も結果が出なかったことに関して、コンピューターソフトの方が一枚も二枚も上手だったということは認めざるを得ないというふうに思っております。」とコンピュータが名人を上回ったことを否定しないコメントをした。
2017年7月19日、Ponanza開発者の山本一成は「電王戦を振り返って、7連勝で終わりましたが、率直な感想を」と問われて「最初の時は結構いい勝負だったけど、後半の2戦はもうだめですね（笑）。（将棋ソフトのほうが強くて）勝負になってないです。でも、2013年の時点ではプロ（棋士）レベルを突破していなかったことは間違いないです」「2014年ぐらいから、『キツそうかな』って感じでしたね。はっきりと差がついたのは1年前（2016年）の山崎隆之八段と戦ったあたりですね。そのころからは“強化学習”がちゃんと十分できるようになってきて。強化学習というのは、自分で自分を強くする行為ですね。そこから新戦法が生まれたりして、プロの将棋の知識を逸脱し始めました。もうそうなると（プロ棋士は）勝てないかな、という印象ですね。以前は、“教師あり学習”といって、プロの手を学習することがベースにありました。そこから何年も強化学習をがんばってやってきたので、それがきちんと結実したのがちょうど2年ぐらい前（2015年）でしょう」と振り返った。また、「将棋はもういいでしょう（笑）。大切な役割は終わりました」と述べてコンピュータ将棋開発から引退し、自動運転の分野で起業した。
2021年10月に水匠の開発者の杉村達也は、「将棋ソフトが公の場で名人を破った『Ponanza』と佐藤天彦名人の対局時ですら、以前の電王戦と比べると視聴者数は下り坂になっていました」と後にコメントしており、『りゅうおうのおしごと!』の著者の白鳥士郎は「藤井聡太の登場による将棋ブームのさなかにおいても、たまに将棋ソフトの読み筋と藤井の読み筋が重なることで話題になることがあっても、将棋ソフト開発自体への世間の興味が復活することはなかった」と述べている。

## 将棋電王トーナメント

### 概要
2013年より、電王戦本戦に出場するソフトを決めるために、毎年11月頃に開催され、優勝ソフトには“電王”の称号が与えられる。優勝賞金は300万円。以下、2位から5位までそれぞれ100万円、70万円、50万円、30万円。スイス式による予選リーグの上位12ソフトによる決勝トーナメントが行なわれ、優勝ソフトが電王戦出場ソフトとなる。持ち時間は予選リーグが15分・秒読み10秒、決勝トーナメントは2時間・切れ負け。
世界コンピュータ将棋選手権とは違い、サードウェーブデジノスが製造するゲーミングパソコン「GALLERIA」による統一ハードで行なわれる。統一ハードを使用する限りにおいて、仮想化技術を用いた仮想クラスタを組むことなどは可能（過去に第2回の『大合神クジラちゃん』などの例がある）。
2015年からは、準決勝・決勝・3位決定戦について、各ソフト3台ずつのPCを用いて同時並行で3番勝負を行う。2017年からは、決勝トーナメントが持ち時間1時間切れ負けになり、3番勝負は決勝のみになった。
電王戦は2017年限りで終了したが、電王トーナメントについては2017年秋の第5回大会を継続して開催。しかし2018年8月27日に、第5回大会をもって開催を終了し2018年は開催しないことが発表された。
その後、電王トーナメントが終了してしまうとコンピュータ将棋の大会が年1回の世界コンピュータ将棋選手権だけになってしまうため、2020年に電竜戦が開始した。

### 歴代結果
|                   | 優勝                 | 2位      | 3位          | 4位          | 5位              | 備考                                        |
| ----------------- | -------------------- | -------- | ------------ | ------------ | ---------------- | ------------------------------------------- |
| 第1回（2013年秋） | ponanza              | ツツカナ | YSS          | やねうら王   | 習甦             | 1位から5位が2014年春の第3回将棋電王戦に出場 |
| 第2回（2014年秋） | AWAKE                | ponanza  | やねうら王   | Selene       | Apery            | 1位から5位が2015年春の将棋電王戦FINALに出場 |
| 第3回（2015年秋） | ponanza              | nozomi   | 大樹の枝     | 超やねうら王 | 技巧             | 1位が2016年春の第1期電王戦に出場            |
| 第4回（2016年秋） | ponanza              | 浮かむ瀬 | 真やねうら王 | 読み太       | 大将軍           | 1位が2017年春の第2期電王戦に出場            |
| 第5回（2017年秋） | 平成将棋合戦ぽんぽこ | shotgun  | ponanza      | 読み太       | Qhapaq_conflated | 人間との対戦はなし                          |

## 関連イベント

### 2013年
第2回将棋電王戦記念企画GPS将棋トライアルマッチ
2月24日から3月10日にかけて計5日間開催された。参加資格は現役のプロ棋士・女流棋士・奨励会員以外。持ち時間各15分、時間切れ後は1手30秒。人間が先手。GPS将棋はノートパソコン（VAIO Zシリーズ Intel Core i5-3210M 2.5GHz 2コア）1台のみ駆動という条件で、勝者には賞金100万円が与えられる。1日目にソフトのフリーズが多発したため、2日目には動作が安定しているバージョンを落としたものを使用したが、午後から元のバージョンに戻された。また、4日目と5日目により高性能なデスクトップPC（Intel Core i7 Extreme 3970X 3.5GHz 6コア）が投入された。アマ名人経験者や元奨励会員、強豪将棋部部員などプロ棋士相手に勝ち星を上げた者も含むトップクラスのアマチュア棋士が多数参加し、結果はGPS将棋の105勝3敗となった。GPS将棋が負けたのは下平雅之、中川慧梧、細川大市郎で、いずれもアマチュア棋戦で優勝経験がある、名の通った強豪である。なお、運営側は勝てるのは1人いるかいないかと予想していたという。
第2回将棋電王戦スピンオフ企画 習甦対女流棋士
4月27日実施。安食総子女流初段・熊倉紫野女流初段・本田小百合女流三段の三人が合議制で指すというもので、持ち時間は人間側が1時間30分で時間切れ後は1分、習甦は30分で時間切れ後は30秒。さらに人間側は対局中に会場・ニコニコ生放送視聴者・解説の阿部光瑠のいずれかから3回ずつヘルプを得られる（ヘルプ中は時間ストップ）という変則ルールだった。人間側が先手で、結果は習甦の勝利。

### 2014年
第3回将棋電王戦記念企画トライアルマッチ
第3回将棋電王戦の記念企画として、ponanzaとのトライアルマッチが3月1日、2日、8日、9日の計4日間開催された。参加資格は現役のプロ棋士・女流棋士・奨励会員以外。12時30分までに会場に集まった対局希望者の中から抽選して、当選した42名が対局。持ち時間は各20分切れ負け。人間が先手。ponanzaはサードウェーブデジノスが製造するノートパソコン（Intel Core i7 4700MQ 2.4 GHz 4コア）を使用する条件で、勝者には賞金100万円が与えられる。結果はponanzaの166戦（3日目に2人当選権利放棄）全勝だった。
4月6日、ドスパラ大阪・なんば店でponanzaとのトライアルマッチが開催された。参加資格は現役のプロ棋士・女流棋士・奨励会員以外。11時30分までに会場に集まった対局希望者の中から抽選して、当選した36名が対局。持ち時間は各20分切れ負け。人間が先手。ponanzaはサードウェーブデジノスが製造するノートパソコン（Intel Core i7 4700MQ 2.4 GHz 4コア）を使用する条件で、勝者には6万円相当のノートパソコンが与えられる。トライアルマッチ開始時点で対局希望者が5人だった為、先着順に対局する事となった。結果はponanzaの16戦全勝だった。
6月29日、ドスパラ札幌店でponanzaとのトライアルマッチが開催された。参加資格は現役のプロ棋士・女流棋士・奨励会員以外。11時30分までに会場に集まった対局希望者の中から抽選して、当選した30名が対局。持ち時間は各20分切れ負け。人間が先手。ponanzaはサードウェーブデジノスが製造するノートパソコン（Intel Core i7 4700MQ 2.4 GHz 4コア）を使用する条件で、勝者には6万円相当のノートパソコンが与えられる。トライアルマッチ開始時点で対局希望者は14人だった。結果はponanzaの24戦全勝だった。
8月23日、ドスパラ名古屋大須店でponanzaとのトライアルマッチが開催された。参加資格は現役のプロ棋士・女流棋士・奨励会員以外。11時30分までに会場に集まった対局希望者の中から抽選して、当選した30名が対局。持ち時間は各20分切れ負け。人間が先手。ponanzaはサードウェーブデジノスが製造するノートパソコン（Intel Core i7 4700MQ 2.4 GHz 4コア）を使用する条件で、勝者には6万円相当のノートパソコンが2台与えられる。結果はponanzaの30戦全勝だった。
ニコニコ超会議企画 豊島将之・YSSタッグ vs 習甦・ponanza・ツツカナ
4月27日、ニコニコ超会議の企画として、豊島将之・YSSタッグvs習甦・ponanza・ツツカナ3種類の合議が行われた。持ち時間は豊島・YSSタッグがチェスクロック方式の30分で時間切れ後は30秒、ソフト3種合議は1手10秒、相手の考慮時間中には考えない設定。豊島・YSSタッグが先手で、結果は豊島・YSSタッグの勝利。

### 2015年
電王戦×TOYOTA リアル車将棋

2月8日に西武ドームで開催された。「電王戦」を冠してはいるが、コンピュータ将棋ソフトではなく羽生善治名人対豊島将之七段という人間同士の対局である。二人の指し手に合わせて、将棋の駒に見立てられた自動車が実際に走行して移動するというのがアピールポイント（いわば人間将棋の自動車版）で、羽生側は早稲田大学自動車部、豊島側はトヨタ自動車東富士研究所がそれぞれサポートに付き運転を担当した。また、使用する車種も、羽生側はトヨタの過去の名車、豊島側はトヨタの現行車種と分けられ、特に豊島側の車種は事前に一般ユーザからの投票で決められた。
2021年4月にはニコ生将棋10周年記念として、ニコニコネット超会議2021において再配信が行われた。
将棋電王戦FINAL直前企画 電王AWAKE（ノートPC）に勝てたら100万円!
| 9  | 8  | 7  | 6  | 5  | 4  | 3  | 2  | 1  |    |
| 香 | 桂 |    | 金 |    |    | 金 | 桂 | 王 | 一 |
|    | 飛 |    | 銀 |    |    |    | 銀 | 香 | 二 |
| 歩 |    | 歩 | 歩 | 歩 | 歩 |    | 歩 | 歩 | 三 |
|    | 歩 |    |    |    |    | 歩 |    |    | 四 |
|    |    |    |    |    |    |    |    | 歩 | 五 |
|    |    | 歩 |    |    |    |    | 歩 |    | 六 |
| 歩 | 歩 | 銀 | 歩 | 歩 | 歩 | 歩 | 銀 |    | 七 |
|    |    |    | 飛 |    | 玉 |    | 角 |    | 八 |
| 香 | 桂 |    | 金 |    | 金 |    | 桂 | 香 | 九 |

2月28日、3月1日に開催された。参加資格は現役のプロ棋士・女流棋士・奨励会員以外。持ち時間は各10分、時間切れ後は1手10秒。人間が先手。AWAKEはサードウェーブデジノスが製造するノートパソコンを使用する。当日12時30分までに会場に集まった対局希望者の中から抽選して、当選した20名と事前ネット抽選で当選した20名、計40名が対局。結果はAWAKEの75勝1敗であった。AWAKEが負けたのは将棋倶楽部24でレーティング3000点程度（対局前の自己紹介）全国アマチュア王将位大会で優勝経験のある山口直哉。賞金100万円を獲得した。山口は対局前のインタビューで「普通にやっても勝てないので奇襲戦法で行きたいと思います」対局後のインタビューで「これまでやってきたことの正しさが証明された。同じ戦法をみなさんも使ってください」「違うソフトでも△2八角と打ってくるため、AWAKEも打ってくるかなと思っていた」と語った。また、この△2八角と打たせる手順は、スマホアプリ「将棋ウォーズ」で対局できるponanzaやツツカナ相手に200回ほど試して見つけた5種類くらいある有力な作戦の内の一つであると述べた。山口以外にもこの局面への誘導に成功した参加者は多くいたが、山口以外全敗した。後手のAWAKEは穴熊で守りは鉄壁、先手は角を取れるが桂を取られて形を乱されているため勝ち切るのは容易ではない。
電王戦FINAL記念企画初代電王ponanzaに勝てたらノートパソコンをプレゼント
電王戦FINAL第5局の翌日、4月12日に秋葉原GALLERIA Loungeでponanzaとのトライアルマッチが開催された。参加資格は現役のプロ棋士・女流棋士・奨励会員以外。11時30分までに会場に集まった対局希望者の中から抽選して、当選した30名が対局。持ち時間は各20分切れ負け。人間が先手。ponanzaはサードウェーブデジノスが製造するノートパソコンを使用する条件で、勝者にはノートパソコンが与えられる。開始時点で対局希望者は12人（当日にJR山手線で架線の支柱の倒壊事故）、結果はponanzaの22戦全勝だった。
ニコニコ超会議 2015企画 ponanzaに勝てたらデジノスタブレットをプレゼント
4月25日-26日に、ニコニコ超会議においてponanzaとのトライアルマッチが開催された。持ち時間は人間側が20分切れ負け、ponanza側は持ち時間なし・秒読み1秒。人間が先手。ponanzaはサードウェーブデジノスが製造するデジノスタブレット（計算速度は、電王戦本番PCの30分の1程度）を使用する条件で、勝者には対局で使用したものと同じモデルのデジノスタブレットが与えられる。2日間で合計400人以上が挑戦してponanzaの9敗だった。
第2回 初代電王ponanzaに勝てたらパソコンをプレゼント
8月29日に秋葉原GALLERIA Loungeでponanzaとのトライアルマッチが開催された。参加資格は現役のプロ棋士・女流棋士・奨励会員以外。11時30分までに会場に集まった対局希望者の中から抽選して、当選した30名が対局。持ち時間は各20分切れ負け。人間が先手。通常版ponanza、角落ちponanza、Stick PC ponazaから対局希望者が選んで対局。通常版ponanzaに勝った場合、GALLERIA QF960HE（12万円相当）、角落ちponanzaに勝った場合 Critea DX4（5万円相当）、Stick PC ponazaに勝った場合、Diginnos Stick DG-STK2F（1.5万円相当）のパソコンが与えられる。開始時点で対局希望者は10人、結果は通常版ponanzaが2勝0敗、角落ちponanzaが14勝1敗、Stick PC ponazaが2勝0敗だった。角落ちで勝った対局者は元奨励会員で、平成最強戦で優勝経験があり、将棋倶楽部24のレートで約2800のアマチュア強豪だった。

### 2016年
第1期電王戦 直前イベント 電王ponanzaに勝てたら300万円!
3月12日、3月13日に開催された。参加資格は現役のプロ棋士・女流棋士・奨励会員以外。持ち時間は各10分、時間切れ後は1手10秒。人間が先手。ponanzaはサードウェーブデジノスが製造するノートパソコン(Core i7-4810MQ 2.80GHz 4コア)を使用する条件で勝者には賞金300万円が与えられる。事前ネット抽選で当選した80名が対局。結果はponanzaの79戦全勝だった。

### 2017年
第2期電王戦 直前イベント 電王ponanzaに勝てたら最高賞金300万円!
3月11日・12日に開催された。参加資格は前年同様だが、持ち時間は20分切れ負けとなった。ponanzaは電王戦本番パソコンの4分の1程度のスペックのノートパソコンを使用。参加者はponanzaに角落ち（賞金100万円）や飛車落ち（賞金30万円）等のハンデを貰う事ができた（平手で勝つと最高賞金の300万円）。結果はponanzaの38戦全勝だった。なお、2年前に電王AWAKEに勝利して100万円を獲得した山口が飛車落ちで挑戦して敗れている。
電王戦×3月のライオン「第零期 獅子王戦」
「電王戦」を冠してはいるがコンピュータとはあまり関係なく、3月26日に『3月のライオン』の映画版公開に合わせて行われた、同作に登場するタイトル戦「獅子王戦」にちなんだイベント対局。羽生善治・加藤一二三・先崎学・藤井聡太の4名が、持ち時間10分（チェスクロック、切れたら30秒）のトーナメント方式で優勝を競った。
まず羽生と加藤、先崎と藤井が当たり、勝った同士の羽生と藤井による決勝となった。結果は藤井システムを採用した羽生の優勝で、表彰状は羽海野チカ直筆のライオン入りであった。理恵夫人によると、賞状をめったに飾らない羽生にしては珍しく、自室に飾られたという。ちなみに羽生は12月に第30期竜王戦を制して7度目の竜王位を獲得し永世七冠を達成したのだが、理恵夫人は羽海野の祝福に反応する形で、獅子王戦の優勝で羽生の何かが変わったことで達成できたものとしている。
なお、この棋戦の模様は映画版後編の特典映像として収録されている。